# Carlo Lessona
Carlo Lessona (Lanzo Torinese, 17 dicembre 1863 – Firenze, 16 aprile 1919) è stato un giurista italiano.

## Biografia
Nato a Lanzo Torinese il 17 dicembre 1863 da Silvio, magistrato, e da Domenica Castagneri, studiò giurisprudenza all'Università di Torino, abbracciando la tesi fondata sull’impiego degli studi storici nell'interpretazione del diritto positivo.
A partire dal 1886 egli insegnò per tre anni diritto nelle scuole superiori, indi si trasferì a Roma, avendo ottenuto un posto di revisore al Senato, qualifica che mantenne fino al 1894, quando fu incaricato della direzione degli uffici di revisione e stenografia. 
Sviluppò un’intensa collaborazione con Lodovico Mortara, che lo accolse come libero docente all’universita di Pisa. Il rapporto di mantenne buono nonostante lo spostamento all’universita di Roma e poi con il passaggio a straordinario a Siena. Tornò all'Università di Pisa, dove ricoprì la cattedra di procedura civile che era stata di Mortara, il quale aveva chiesto e ottenuto il trasferimento a Napoli. Oltre ad essere uno dei principali giuristi ostili alla pandettistica tedesca, fu anche un valente avvocato. 
Dalla moglie Agnese Pirzio Biroli aveva avuto tre figli: Silvio, avvocato e professore di diritto amministrativo, Alessandro, che abbracciò la carriera militare e fu ministro delle Colonie, e Mario.

## Opere
- Manuale delle prove in materia civile, 1898

- Teoria delle prove nel diritto giudiziario civile italiano, 1895

- La Germania di G. Cornelio Tacito: saggio storico-giuridico, 1884

- La revocabilità del testamento nella sua evoluzione storica, 1886

- I libri di commercio nelle leggi italiano, 1894

- Teoria Delle Prove Nel Diritto Giudiziario: Parte Generale. Confessione e Interrogatorio

- Dante penalista, 1887

- I doveri sociali del diritto giudiziario civile: studio, 1897

- La legge nel diritto positivo italiano, 1890

- Il re nelle leggi italiane, 1890

- Prove penali e risarcimento di danni, 1894

- Teoria delle prove nel diritto giudiziario civile italiano: Accesso giudiziale. Intervento istruttorio. Presunzioni, 1909

- Un conflitto di giurisdizione penale fra il Senato e la Cassazione, 1898

- Procedimento penale contro presunti assenti: Memoria e pareri, 1903

- Giurisprudenza animalesca, 1888

- La legalità della norma e il potere giudiziario, 1900

- La questione delle farmacie (Articoli 26 e 68 Legge sanitaria), 1893